# HD 191829
HD 191829，又名CP-5211643，SAO 246495、HR 7714，是一颗恒星，视星等为5.65，位于銀經346.13，銀緯-33.6，其B1900.0坐标为赤經20h 6m 44.2s，赤緯-52° -33.6′ 41″。